# سیارک ۸۳۷۹
سیارک ۸۳۷۹ (به انگلیسی: 8379 Straczynski، نامگذاری:1992SW10) هشت هزار و سیصد و هفتاد و نهمین سیارک کشف شده‌است که در ۲۷ سپتامبر ۱۹۹۲ کشف شد.
قدر مطلق سیارک برابر ۱۳٫۱۰ است.